# Cody Kasch
Cody Reed Kasch (Santa Monica, 21 augustus 1987) is een Amerikaans acteur.
Kasch bracht zijn jeugd door op een ranch in Ojai tot hij veertien werd. Daarna verhuisde hij naar Camarillo. Zijn carrière begon met een aantal optredens op televisie. Later kreeg hij een rol in een sitcom van John Goodman, die na enkele afleveringen werd stopgezet. Enkele jaren later werd Kasch gecast als Zach Young in de televisiereeks Desperate Housewives. Die rol betekende zijn doorbraak. Hij speelde de zoon van Mary Alice Young, een van de spilfiguren van de eerste reeks. In de derde reeks was Kasch opnieuw te zien als Zach Young, als aanbidder van Gabrielle Solis.
Kasch houdt zich ook bezig met het inspreken van audioboeken.
- Library of Congress Control Number: no2007129461
- Virtual International Authority File: 68721429
- WorldCat: E39PBJvmMyRv9YqdtVdYkWrjG3